# 濱海聖胡安
濱海聖胡安是哥倫比亞的城鎮，位於該國西部，由喬科省負責管轄，始建於1993年，面積3,755平方公里，處於海拔水平面，2005年人口7,176，人口密度每平方公里1.91人。
4°15′31″N 77°22′03″W / 4.25861°N 77.3675°W